# Nadezjda Sevostianova
Nadezjda Sevostianova, född den 2 september 1953 i Moskva, är en sovjetisk roddare.
Hon tog OS-brons i fyra med styrman i samband med de olympiska roddtävlingarna 1976 i Montréal.